# Островчицы (Гомельская область)
Островчицы (бел. Астроўчыцы) — деревня в Чирковичском сельсовете Светлогорского района Гомельской области Беларуси.

## География
В 13 км на северо-запад от Светлогорска, в 14 км от железнодорожной станции Светлогорск на линии Жлобин-Калинковичи, в 123 км от Гомеля.
На севере и западе мелиоративные каналы, на восточной окраине река Чирка (приток реки Жердянка).

## История
Согласно письменным источникам известна с XVIII века в Паричской волости Бобруйском повете Минской губернии. В 1800 году построена деревянная Михайловская церковь. С 1885 года действовала винокурня.
В 1924 году в наёмном доме открыта школа. В 1925 году в Ракшинском сельсовете Паричского района Бобруйского округа. В 1930 году организован колхоз «Серп и молот». Работала кузница.
Во время Великой Отечественной войны немецкие каратели в феврале 1944 года сожгли 89 дворов и убили 260 жителей деревни.
В 1959 году в деревне размещались библиотека и клуб.

## Население

### Численность
- 2004 год — 57 дворов, 124 жителя

### Динамика
- 1897 год — 36 дворов, 358 жителей (согласно переписи)
- 1908 год — 54 двора, 387 жителей
- 1916 год — 66 дворов
- 1925 год — 69 дворов
- 1940 год — 100 дворов, 500 жителей
- 1959 год — 183 жителя (согласно переписи)
- 2004 год — 57 дворов, 124 жителя

## Транспортная система
Транспортная связь по просёлочной, а затем по автодороге Паричи-Светлогорск.
В деревне 57 жилых домов (2004 год). Планировка складывается из прямолинейной улицы, с ориентацией с юго-востока на северо-запад. Застройка деревянными домами.

### Улицы
- Садовая
- Центральная
- Школьная

## Достопримечательность
- Памятный знак в честь погибших в этой местности людей в годы Великой Отечественной войны (2024).